# Polypedilum flavescens
Polypedilum flavescens är en tvåvingeart som först beskrevs av Oskar Augustus Johannsen 1932.  Polypedilum flavescens ingår i släktet Polypedilum och familjen fjädermyggor. Inga underarter finns listade i Catalogue of Life.